# Dorcadion atlantis
Dorcadion atlantis är en skalbaggsart som beskrevs av Ernest Marie Louis Bedel 1921. Dorcadion atlantis ingår i släktet Dorcadion och familjen långhorningar. Inga underarter finns listade i Catalogue of Life.